# Lijst van gouverneurs van Himachal Pradesh
Dit is een lijst van gouverneurs van de Indiase deelstaat Himachal Pradesh. De gouverneur is hoofd van de deelstaat en wordt voor een termijn van vijf jaar aangewezen door de president. De rol van de gouverneur is hoofdzakelijk ceremonieel en de echte uitvoerende macht ligt bij de ministerraad, met aan het hoofd de chief minister. Himachal Pradesh werd een deelstaat op 25 januari 1971. Daarvoor was het een unieterritorium, dat geleid werd door een luitenant-gouverneur.

## Luitenant-gouverneurs (1952–1971)
| # | Naam                  | Begin termijn    | Einde termijn    |
| - | --------------------- | ---------------- | ---------------- |
| 1 | Hemit Singhji         | 1 maart 1952     | 31 december 1954 |
| 2 | Bajrang Bahadur Singh | 1 januari 1955   | 13 augustus 1963 |
| 3 | Bhagwan Sahay         | 14 augustus 1963 | 25 februari 1966 |
| 4 | V. Viswanathan        | 26 februari 1966 | 6 mei 1967       |
| 5 | Om Parkash            | 7 mei 1967       | 15 mei 1967      |
| 6 | K. Bhadur Singh       | 16 mei 1967      | 24 januari 1971  |

## Gouverneurs (sinds 1971)
| #   | Naam                                     | Begin termijn     | Einde termijn     |
| --- | ---------------------------------------- | ----------------- | ----------------- |
| 1   | S. Chakravarti                           | 25 januari 1971   | 16 februari 1977  |
| 2   | Amin ud-din Ahmad Khan                   | 17 februari 1977  | 25 augustus 1981  |
| 3   | A. K. Banerjee                           | 26 augustus 1981  | 15 april 1983     |
| 4   | Hokishe Sema                             | 16 april 1983     | 7 maart 1986      |
| wnd | Prabodh Dinkarrao Desai                  | 8 maart 1986      | 16 april 1986     |
| 5   | Rustom K. S. Ghandhi                     | 17 april 1986     | 15 februari 1990  |
| wnd | S. M. H. Burney (gouverneur van Haryana) | 2 december 1987   | 10 januari 1988   |
| wnd | H. A. Brari (gouverneur van Haryana)     | 20 december 1989  | 12 januari 1990   |
| 6   | B. Rachaiah                              | 16 februari 1990  | 19 december 1990  |
| 7   | Virendra Verma                           | 20 december 1990  | 29 januari 1993   |
| wnd | Surendra Nath (gouverneur van Punjab)    | 30 januari 1993   | 10 december 1993  |
| 8   | Bali Ram Bhagat                          | 11 februari 1993  | 29 juni 1993      |
| 9   | Gulsher Ahmad                            | 30 juni 1993      | 26 november 1993  |
| wnd | Surendra Nath (gouverneur van Punjab)    | 27 november 1993  | 9 juli 1994       |
| wnd | Viswanathan Ratnam                       | 10 juli 1994      | 30 juli 1994      |
| 10  | Sudhakarrao Naik                         | 30 juli 1994      | 17 september 1995 |
| wnd | Mahabir Prasad (gouverneur van Haryana)  | 18 september 1995 | 16 november 1995  |
| 11  | Sheila Kaul                              | 17 november 1995  | 22 april 1996     |
| wnd | Mahabir Prasad (gouverneur van Haryana)  | 23 april 1996     | 25 juli 1997      |
| 12  | V. S. Ramadevi                           | 26 juli 1997      | 1 december 1999   |
| 13  | Vishnu Kant Shastri                      | 2 december 1999   | 23 november 2000  |
| 14  | Suraj Bhan                               | 23 november 2000  | 7 mei 2003        |
| 15  | Vishnu Sadashiv Kokje                    | 8 mei 2003        | 19 juli 2008      |
| 16  | Prabha Rau                               | 19 juli 2008      | 24 januari 2010   |
| 17  | Urmila Singh                             | 25 januari 2010   | 24 januari 2015   |
| wnd | Kalyan Singh (gouverneur van Rajasthan)  | 28 januari 2015   | 12 augustus 2015  |
| 18  | Acharya Devvrat                          | 12 augustus 2015  | 21 juli 2019      |
| 19  | Kalraj Mishra                            | 22 juli 2019      | 10 september 2019 |
| 20  | Bandaru Dattatreya                       | 11 september 2019 | huidig            |